# Falcon Beach
Falcon Beach é uma série dramática canadense filmada em Winnipeg Beach, Manitoba, Canadá, que foi produzida pelo canal Global no Canadá e pelo canal ABC Family nos Estados Unidos em 2006.

## Enredo
O enredo mostra o contraste de dois universos: os visitantes de passagem e os moradores.
Entre os personagens que vivem e trabalham na região, estão Jason Tanner, um wakeboarder cujo pai morreu quando ele ainda era criança; Tanya, sua paixão desde a infância que acabou de voltar da Europa, onde trabalhou como modelo durante quatro anos; e seu melhor amigo Danny, cujo pai está quase perdendo o negócio, uma espécie de galeria, do qual a família tira seu sustento.

## Elenco
| Ator                  | Personagem        |
| --------------------- | ----------------- |
| Steve Byers           | Jason Tanner      |
| Jennifer Kydd         | Paige Bradshaw    |
| Devon Weigel          | Tanya Shedden     |
| Ephraim Ellis         | Danny Ellis       |
| Melissa Elias         | Erin Haddad       |
| Morgan Kelly          | Lane Bradshaw     |
| Allison Hossack       | Ginny Bradshaw    |
| Ted Whittall          | Trevor Bradshaw   |
| Peter Mooney          | Dr. Adrian Keeper |
| Lynda Boyd            | Darlene Shedden   |
| Jill Teed             | Peggy Tanner      |
| Stephen Eric McIntyre | Mook              |
| Matt Hillhouse        | Rick              |

## Episódios

### 1ª Temporada: 2006
| #  | Tìtulo                   | Data de Exibição        |
| -- | ------------------------ | ----------------------- |
| 1  | Pilot Episode (1)        | 1 de Janeiro de 2006    |
| 2  | Pilot Episode (2)        | 1 de Janeiro de 2006    |
| 3  | Starting Over            | 5 de Janeiro de 2006    |
| 4  | Chemistry Lessons        | 12 de Janeiro de 2006   |
| 5  | Family Portrait          | 19 de Janeiro de 2006   |
| 6  | Getting to Know You      | 25 de Janeiro de 2006   |
| 7  | Summer Solstice          | 1 de Fevereiro de 2006  |
| 8  | Wake Jam                 | 15 de Fevereiro de 2006 |
| 9  | Local Heroes             | 22 de Fevereiro de 2006 |
| 10 | The Blame Game           | 1 de Março de 2006      |
| 11 | Papa Was a Rolling Stone | 8 de Março de 2006      |
| 12 | Trust This               | 15 de Março de 2006     |
| 13 | Desperados               | 25 de Março de 2006     |
| 14 | Reckless Love            | 1 de Abril de 2006      |
| 15 | Summer's Over            | 8 de Abril de 2006      |

### 2ª Temporada: 2007
| #  | Título                       | Data de Exibição        |
| -- | ---------------------------- | ----------------------- |
| 1  | After the Fall               | 5 de Janeiro de 2007    |
| 2  | Strawberry Social Reject     | 12 de Janeiro de 2007   |
| 3  | The Spins                    | 19 de Janeiro de 2007   |
| 4  | Tidal                        | TBA                     |
| 5  | Turn Card                    | TBA                     |
| 6  | The Music Video              | TBA                     |
| 7  | Lost                         | TBA                     |
| 8  | Sins of the Father           | 23 de Fevereiro de 2007 |
| 9  | Thirteen Minutes to Midnight | 2 de Março de 2007      |
| 10 | Lovers and Cheaters          | 9 de Março de 2007      |
| 11 | Permanent Collection         | 16 de Março de 2007     |
| 12 | Vigil                        | TBA                     |
| 13 | The Next Life                | TBA                     |